# Pauline Caupenne
Pour les articles homonymes, voir Caupenne (homonymie).
 (mai 2016).
 (mai 2016).
Si vous disposez d'ouvrages ou d'articles de référence ou si vous connaissez des sites web de qualité traitant du thème abordé ici, merci de compléter l'article en donnant les références utiles à sa vérifiabilité et en les liant à la section « Notes et références ».
Pauline Caupenne est une actrice française.

## Biographie
Pauline Caupenne naît en 1986[Quand ?] à Paris.
Après une formation de comédienne au Cours Florent et de danse à la Salle Pleyel, elle part à 20 ans s'installer en Inde du Sud où commence sa carrière d’actrice : elle tourne dans de nombreuses pubs et séries indiennes, puis, elle tient le rôle principal dans Vihari film indien réalisé par Tulsi Kumar.
De retour en France, en parallèle d’études d’histoire de l’art, elle entre à l’école des Enfants Terribles où elle rencontre le comédien et metteur en scène Fabrice Eberhard qui la dirige dans Dom Juan, L’Avare, Tartuffe et L’École des femmes de Molière pour le festival de Théâtre de Collioure.
Dès 2012, elle diversifie son activité : elle met en scène Les Justes d’Albert Camus, elle écrit des spectacles jeune public et s’investit dans la création théâtrale au sein de jeunes compagnies.
Tout en poursuivant sa formation d’actrice auprès de Philippe Adrien, de Christian Benedetti, elle rencontre Grégoire Leprince-Ringuet, elle joue dans sa première mise en scène de Fernando Krapp de Tankred Dorst au Ciné 13 Théâtre et au Théâtre de Vanves.
À partir de 2015, elle renoue avec le cinéma en interprétant Camille dans La Forêt de Quinconces, premier long-métrage de Grégoire Leprince-Ringuet qui est présenté au festival de Cannes 2016 en Sélection officielle en séance spéciale.
En 2016, elle crée les visites imaginaires dans le domaine de l'histoire de l'Art. Elle écrit, met en scène des performances et des podcast en lien avec les expositions des musées nationaux.
En 2019 et 2023, elle joue dans les films Gloria Mundi et Et la fête continue ! de Robert Guédiguian.
Et au théâtre, entre 2018 et 2022 aux côtés de Ariane Ascaride dans le Dernier Jour du Jeûne et 'L'Envol des cigognes de Simon Abkarian, et pour Jean-Philippe Daguerre dans Adieu monsieur Haffmann.
Elle réalise en 2022 son premier court-métrage TELMAH, produit par Thomas Berthon-Fischman.

## Théâtre
- 2008 : Dom Juan de Molière, mise en scène Fabrice Eberhard, Festival de théâtre de Collioure, rôle : Mathurine
- 2009 : L'Avare de Molière, mise en scène Fabrice Eberhard, Festival de théâtre de Collioure, rôle : Elise
- 2010 : Tartuffe de Molière, mise en scène Fabrice Eberhard, Festival de théâtre de Collioure, rôle : Mariane
- 2011 : L'École des femmes de Molière, mise en scène Fabrice Eberhard, Festival de théâtre de Collioure, rôle : Agnès
- 2011 : Massacre à Paris de Christopher Marlowe, mise en scène Irène Favier, au Théâtre 13 et Théâtre de Vanves : Catherine de Médicis
- 2012 : Fernando Krapp m'a écrit cette lettre, de Tankred Dorst, mise en scène Grégoire Leprince-Ringuet au Ciné 13 Théâtre : Julia
- 2013 : Zorro d'Igor de Chaillé et Jean-Philippe Daguerre, mise en scène de Jean-Claude Camors au Théâtre des Variétés : Dolorès
- 2014 : Jeux de massacre d'Eugène Ionesco, mise en scène d'Ismaël Tifouche Nieto, au Théâtre 13
- 2015 : Woyzeck de Georg Büchner, mise en scène d'Ismaël Tifouche Nieto, au Théâtre de la Tempête : Marie
- 2017 : L'Envol des Cigognes, écrit et mis en scène par Simon Abkarian, au Théâtre du Gymnase à Marseille : Dinah
- 2018 : Le dernier jour du jeûne, écrit et mis en scène par Simon Abkarian, au Théâtre du Soleil à Paris : Elias
- 2021 : Paris retrouvée, mis en scène par Ariane Ascaride au Théâtre de la Scala, à Paris
- 2021 : Adieu monsieur Haffmann, écrit et mis en scène par Jean-Philippe Daguerre, au Théâtre Rive Gauche à Paris : Isabelle

## Filmographie

### Cinéma
- 2008 : Vihari de Tulsi Kumar : Aarti[1]
- 2015 : La Forêt de Quinconces de Grégoire Leprince-Ringuet : Camille
- 2020 : Gloria Mundi de Robert Guédiguian : la nourrice
- 2023 : Et la fête continue ! de Robert Guédiguian : Paula

### Télévision
- 2015 : Alice Nevers, le juge est une femme, épisode La Loi de la jungle réalisé par Julien Zidi : Johanne Moretz